# Doge (ミーム)
Doge（ドージ）は、2013年に流行したインターネット・ミーム。Tumblr、4chan、Redditで流行した。
このミームは通常、柴犬の写真とComic Sansフォントで書かれた複数色のテキストで構成されている。テキストは犬の心境を表しており、意図的に文法的に間違った英語で書かれている。「doge」は犬を表す英単語「dog」を間違って綴ったものである。
日本で飼われていた柴犬かぼすの2010年の写真が元になっている。2013年後半にKnow Your Meme（ミーム解説サイト）の今年の「トップミーム」に選ばれるなど人気となった。ドージをテーマに暗号通貨のDogecoin（ドージコイン）が2013年12月に登場し、スポンサー契約の一環としてジョシュ・ワイズのNASCARの車両にも登場している。ドージはアメリカ合衆国議会のメンバーや、デルタ航空の安全ビデオ、Googleのイースターエッグ、ウィアード・アル・ヤンコビックの曲「Word Crimes」のミュージック・ビデオでも取り上げられた。いくつかのオンライン投票やメディアでドージは2010年代の最高のインターネットミームの一つとして挙げられている。

## 構造
ドージは2つの英単語からなるフレーズを用いる。フレーズは修飾語（多くは「so」「such」「many」「much」「very」のいずれか）と、それが本来修飾できない単語の組み合わせである。例えば、「Much noble, so respect.（たくさんの尊い、とても敬意）」のように不自然な組み合わせを用いる。これを「Much respect. So noble.」とすれば文法的に正しいが、ミームの趣旨からは外れる。上記フレーズに加えて、最後に1単語で締めくくられる（大半が「Wow」であるが、「amaze」と「excite」なども使用される）。

### 派生
ミームの登場以来、いくつかの派生が生まれている。
一例として、犬の形状を別の動物に変形させた「液化ドージ（liquified Doge）」や、ドージを用いて皮肉的で非現実的な状況を描いた「皮肉ドージ（ironic Doge）」 がある。
皮肉ドージからは関連するキャラクターが多数生まれており、他の犬がモデルのものもある。例えば、柴犬の波子（Balltze；ボーツィ）の写真から生まれた「チームズ（Cheems）」は、単語に不要な「m」を挟む話し方をし、チームズバーガー〔ママ〕が好物である（チームズという名前の由来である）。
ブル・テリアのネルソンをモデルにした「ウォルター（Walter）」はモスタートラック〔ママ〕や消防車が好きという設定で知られている。飼い主のビクトリア・レイがTwitterに投稿した「偶然前面カメラを開いたとき」というキャプション付きの写真がきっかけで、2018年に人気を博した。2020年、ネルソンが死亡したとの噂がネット上で流布したが、のちに虚偽だと判明した。

## 起源
オリジナルのミームに登場する雌の柴犬「かぼす」は元々は純血種の子犬であり、ブリーダーの廃業に伴いに動物愛護センターに持ち込まれた。その後、2008年に彼女は日本の幼稚園教師の佐藤敦子に引き取られ、柑橘類のカボスのような丸い顔をしていることに因んで「かぼす」と名づけられた。一連のミームにはかぼすの他にも柴犬が登場しており、そのうちの一匹がサンフランシスコの写真家ジョナサン・フレミングが飼っているメスの「スキ」である。2010年2月に撮影されたスカーフを巻いたスキの写真がミーム化している。
かぼすは佐藤の2010年のブログ投稿で最初に撮影された。その後、Tumblrのブログ「Shiba Confessions」からComic Sansのテキストを重ねた写真のバリエーションが投稿された。
「doge」という綴りの使用は2005年6月に「ホームスター・ランナー」の人形劇シリーズのエピソードで言及されたことにさかのぼる。この画像は2010年10月にRedditに投稿された「LMBO LOOK @ THIS FUKKEN DOGE」と題した投稿から人気が出始めた。

## 流行

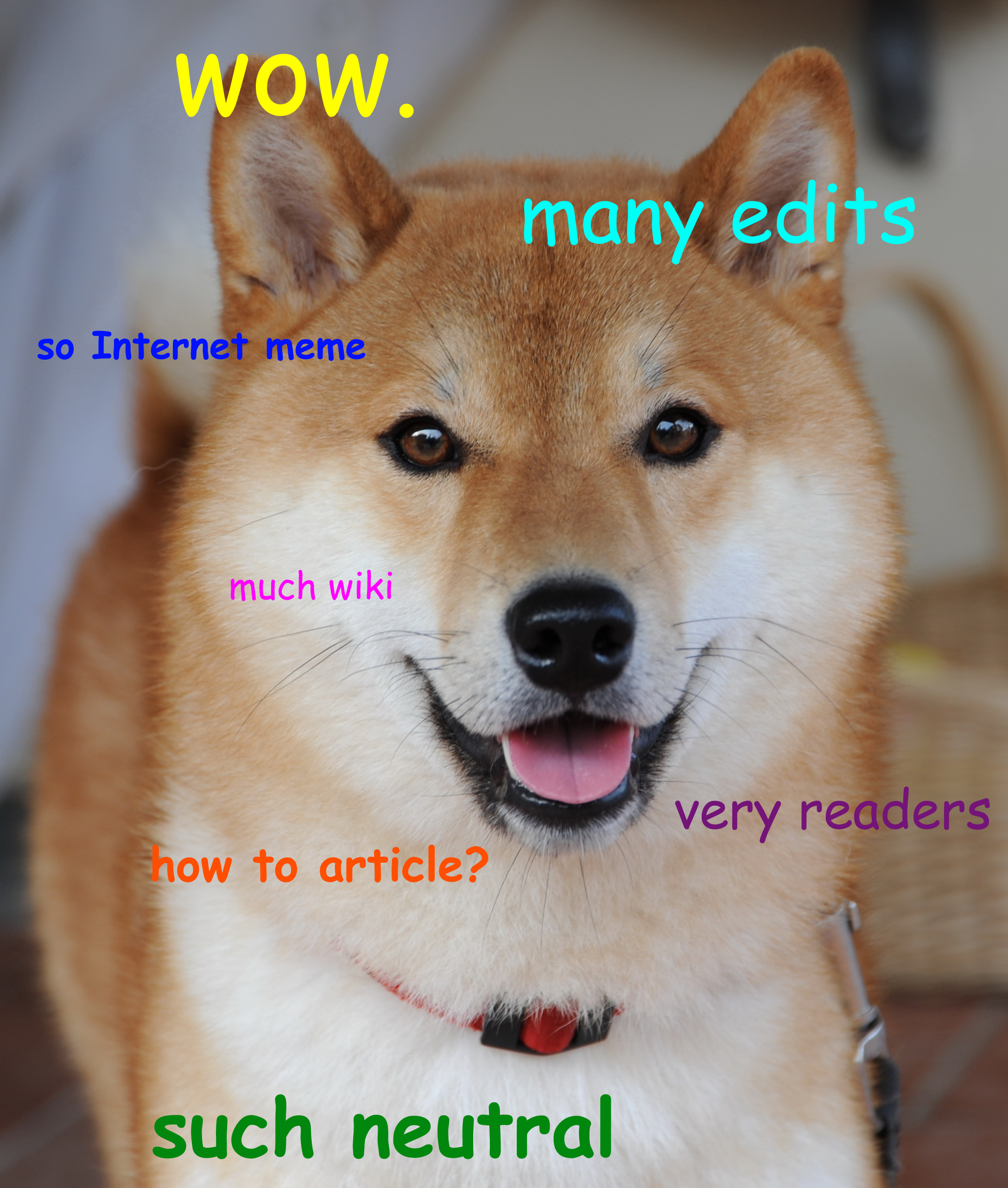
Wikipediaに関連するドージミーム

このミームのオンライン検索は2013年7月から増加し始めた。2013年8月には、4chanのランダム画像掲示板「/b/」が、Redditのsubreddit「r/MURICA」に本ミームの画像をスパムする騒動を起こした。Googleは後にドージのイースターエッグを作り、Youtubeの検索バーに「doge meme」と入力された時、サイトのテキストが本ミームと類似した、カラフルなComic Sansで表示された。
本ミームは2013年の MTVの「50 Things Pop Culture Had Us Giving Thanks For」リストで12位にランクインした。Io9は柴犬の内なる対話とロルスピークを比較した 。12月13日にKnow Your Memeがドージを2013年の「トップミーム」に選ばれた。
一部のメディア出版物は2010年代のインターネット文化の定義に役立ったミームのリストにドージを入れており、DoggoLingoやWeRateDogsなどのオンライン文化へのこのミームの影響について記述している。ABC Newsのエバン・マクマリーとTha Daily Dotのステイシー・リッツェンは両者ともドージを2010年代のナンバーワンのミームに位置付けた 。
2019年12月、The Tabが実施した投票でドージは737票（投票総数の22パーセント）を獲得し、2010年代の最高のインターネットミームに選ばれた。Voxのアジャ・ロマロはドージを「この10年を捉えた」11のミームリストに入れ、「猫のミームを不条理主義的な高みへと引き上げ、ネオダダイストのミレニアムユーモアの初期の特徴となった」と書いている。
日本での認識はかなり異なっている。佐藤とかぼすは、ミームというよりペットとその飼い主として知られており、佐藤のブログは2013年12月時点で国内のペット関連ブログで4番目に人気であった。このミームに反応した佐藤は、「中には正直、不気味だと感じる作品もありますが、それもそれなりに笑ってしまえます。みなさんの技術とセンスには驚かされています。私の周りではミームを知らない人ばかりです。アナログ人間の私には、正直なところ、まだよく理解できでいません。」とコメントしている。佐藤はまた、「世界中のだれでも私の生活を見ることができるというリスクもあるのだと学びました」と述べている。フレミングは自身の経験上、柴犬の品種がこのミームのおかげでより認知されるようになったと述べている。
2013年12月下旬、アメリカ合衆国議会のメンバーが本ミーム風の資料を作成した。ハフィントンポストは、議会のメンバーがミームを使用したことにより、ドージは「殺された」とコメントした。
2013年12月、ドージコインが新たな暗号通貨として導入され、インターネットミームを基にした最初の暗号通貨となった。2014年の初めまでにドージの人気はソーシャルメディアのインターネットコミュニティによって持続しており、ドージコインの急速な成長と受け入れを伴っていた。2014年4月、ドージコインコミュニティがNASCARにおけるジョシュ・ワイズのスポンサーになり彼の車両に柴犬の画像を付ける意図が明らかになったことでドージは再び主要メディアから取り上げられた 。この車両はゲーム『NASCAR '14』にダウンロードコンテンツとして登場することになった 。マスコミは暗号通貨と車両について報じる際にこのミームを活用しており、記事のタイトルで「so wow」や「very vroom」などのフレーズをフィーチャーしていた。
2014年1月に、シドニーを拠点とするウェブ開発者のKatia EirinとBennett Wongはこのミームを組み入れた天気のウェブサイトとモバイルアプリ「Doge Weather」を制作した。Doge Weatherはユーザーの地理的位置に基づき気温と天気の状況を報告した。2014年4月、Doge WeatherはiOS 7向けのモバイルアプリとして利用できるようになった（価格は99セント）。
2014年の中頃、広告代理店のDDBストックホルムはスウェーデン・ストックホルムの公共運輸企業SLの広告キャンペーンでドージを目立たせた。広告は同社の特別のサマーチケットに関するもので、「many summer」「such cheap」「very buy」などのフレーズと共に公共交通運輸チケットを口に咥えたドージをフィーチャーしている。2014年のウィアード・アル・ヤンコビックの悪い文法に関する曲「Word Crimes」のミュージックビデオで、曲中で悪い文法の種類を示す際にドージのツイートが使用された。
「Doge」は2015年11月にDictionary.comに収録された。ウェブサイトではドージのイメージマクロとその変種だけではなくそれが用いる「言語」の形式も定義している。
2015年のゲーム『ゼルダの伝説 トライフォース3銃士』の北米版限定でこのミームへの参照が見られる。古代の書棚の一つを調査した時「Still, coming here has at least afforded me the rare chance to explore these ancient ruins. So ancient. Such ruin.」とのテキストが表示される。この参照はシリーズのファンからの意見が分かれている。
MozillaのServoプロジェクトは、2016年5月から2020年2月までの間プロジェクトロゴにこのミームを組み込んでいた。
2017年のエイプリルフールに向けて中国中央電視台（CCTV）は、かぼすが死亡したという嘘のツイートを投稿した
。
2023年4月4日にTwitterのアイコンがドージのものに変わった。これはオーナーのイーロン・マスクがTwitterを買収する前に行った「Twitterは何をすべきか」という問いに対して返ってきたジョークの一つを実現させたものである。その後、同月7日までに元の青い鳥に戻った。
2024年5月24日、かぼすが24日朝に永眠したことが、佐藤のブログにより明らかになった。
2024年11月13日、第47代アメリカ合衆国大統領に就任予定のドナルド・トランプによって、新たに政府効率化省（英語: Department of Government Efficiency、略称：DOGE）が設立され、ロゴにドージが採用された。

## 中国語圏でのミーム
ドージは中国語で「狗頭」（繁: 狗頭 / 簡: 狗头）と呼ばれる。
中国語圏（主に中国本土）のインターネットにおいて、文末に犬の顔のスタンプ（[旺柴]とも）あるいは「(doge)」「(狗头)」の文字列を付ける場合がある。 これはDogeから派生したミームで、冗談や本心と正反対の皮肉であることを示すマーカーとして使われる。